# Turquía en la Segunda Guerra Mundial

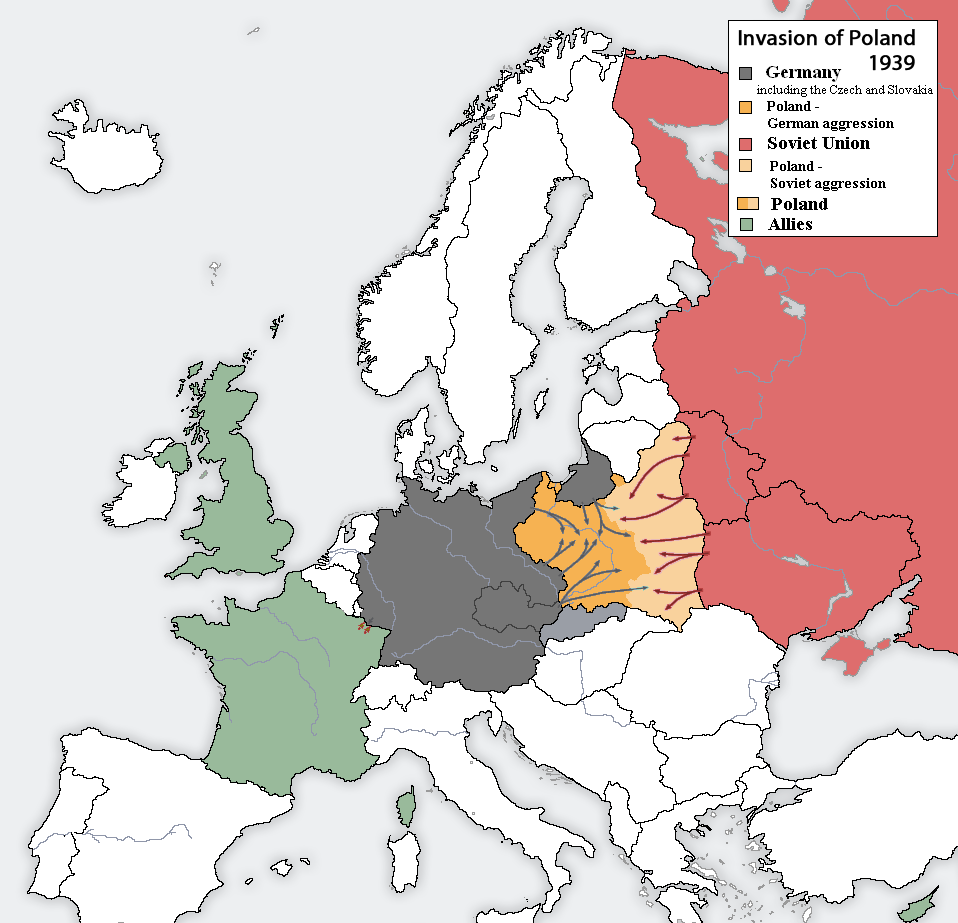
Europa al iniciarse la guerra en 1939.

Turquía durante la Segunda Guerra Mundial mantuvo su neutralidad, aunque el 19 de octubre de 1939 firmó un pacto de asistencia mutua con Francia y Reino Unido. Cuando Alemania tuvo triunfos bélicos, el país empezó a relacionarse con los alemanes. Los aliados, aterrorizados por si los turcos se unían al Eje, trataron de convencerles para que esto no ocurriera. Finalmente el 23 de febrero de 1945, Turquía declaró la guerra a Alemania y Japón.

## Antecedentes
Después de la derrota de las potencias centrales (de las cuales era miembro el Imperio Otomano) y de la Rebelión Árabe, el Imperio Turco se desplomó y muchas partes de su imperio fueron repartidas entre el Reino Unido (que se quedó con Palestina, Jordania e Irak) y Francia (que tomaría posesión de Siria y Líbano).
Turquía no participó en la Segunda Guerra Mundial para asegurar su beligerancia. Su potencial de guerra era tan escaso  que los ingleses nunca pensaron seriamente en exigirle el cumplimiento de los compromisos contraídos, e incluso se vieron obligados a aceptar no sólo la neutralidad turca, sino su pacto de amistad con Alemania e Italia.

## Pactos
A pesar de su neutralidad, mantuvo relaciones con los siguientes países.

### ConReino UnidoyFrancia
En el 19 de octubre de 1939 hizo un pacto con Reino Unido y Francia, recibiendo ayudas militares:
- 2 destructores de guerra de Inglaterra.
- Ayuda inglesa y francesa en la ampliación de la Aviación Militar Turca

### ConAlemania
El 18 de junio de 1941, viendo los triunfos bélicos de Alemania tuvo acuerdos militares y diplomáticos. Ese mismo día el embajador alemán von Papen firmó un tratado de amistad entre Alemania y Turquía en Ankara, capital de esta última Los acuerdos militares fueron estos:
- Aumentar la marina turca con 4 submarinos alemanes
- Mejorar el equipamiento del ejército turco.
- Aumentar la fuerza aérea turca.

Pero el 2 de agosto de 1944, Turquía endureció sus relaciones con Alemania y finalmente el 23 de febrero de 1945 declaró la guerra a Alemania y Japón, aunque las fuerzas turcas no participaron en ninguna batalla.

## Turquía y los judíos
Mientras que seis millones de judíos eran exterminados por los nazis, el rescate de unos 15.000 judíos turcos por parte de Francia, e incluso de unos 100.000 judíos de Europa del Este bien podría ser considerado como relativamente insignificante en comparación. Fue, sin embargo, muy importante para las personas que fueron rescatadas, y sobre todo, demostró que, como ha sido el caso durante más de cinco siglos, los turcos y los judíos siguieron ayudando a los demás en tiempos de grandes crisis
Stanford J. Shaw, profesor de la historia turca de la Universidad de Bilkent, Ankara, Turquía

Durante la Segunda Guerra Mundial, Turquía salvó a muchos judíos Se conoce un caso que un cónsul turco de Rodas llamado Selâhattin Ülkümen salvó a 23 judíos turcos que estaban en tierras alemanas. Pero los nazis mataron a la mujer de Selâhattin como venganza.